# Eumalacostraca
Eumalacostraca là một phân lớp giáp xác bao gồm hầu hết các loài còn sinh tồn trong lớp malacostraca, khoảng 40.000 loài.
Các loài trong phân lớp Eumalacostraca có 19 đốt (5 đốt đầu, 8 ngực, 6 bụng). Các chân ở ngực được nối với nhau và được sử dụng để bơi hoặc đi. Tổ tiên nổi tiếng của chúng được cho là carapace, và hầu hết các loài còn sống có nguồn gốc từ đó, nhưng đã bị mất một số phân nhóm.

## Phân loại
Martin và Davis phân các loài còn sống trong phân lớp eumalacostraca thành các bộ, ký hiệu † chỉ các nhóm tuyệt chủng.
Nhóm này ban đầu được Karl Grobben miêu tả bao gồm Stomatopoda (tôm tích), và một số nhà khoa học hiện đại tiếp tục sử dụng các phân loại này. Phần phân loại bên dưới được trình bày theo Martin và Davis không bao gồm tôm tích; thay vào đó chúng được xếp thành phân lớp riêng là Hoplocarida.
Phân lớp Eumalacostraca Grobben, 1892
- Liên bộ Syncarida Packard, 1885
  - †Bộ Palaeocaridacea
  - Bộ Bathynellacea Chappuis, 1915
  - Bộ Anaspidacea Calman, 1904 (including Stygocaridacea)
- Liên bộ Peracarida Calman, 1904
  - Bộ Spelaeogriphacea Gordon, 1957
  - Bộ Thermosbaenacea Monod, 1927
  - Bộ Lophogastrida Sars, 1870
  - Bộ Mysida Haworth, 1825
  - Bộ Mictacea Bowman, Garner, Hessler, Iliffe & Sanders, 1985
  - Bộ Amphipoda Latreille, 1816
  - Bộ Isopoda Latreille, 1817 (pillbugs, sowbugs, woodlice)
  - Bộ Tanaidacea Dana, 1849
  - Bộ Cumacea Krøyer, 1846
- Liên bộ Eucarida Calman, 1904
  - Bộ Euphausiacea Dana, 1852
  - Bộ Amphionidacea Williamson, 1973
  - Bộ Decapoda Latreille, 1802 (crabs, lobsters, shrimp)